# Leptocheirus plumulosus
Leptocheirus plumulosus is een vlokreeftensoort uit de familie van de Corophiidae. De wetenschappelijke naam van de soort is voor het eerst geldig gepubliceerd in 1932 door Clarence Raymond Shoemaker. L. plumulosus werd tijdens een onderzoek van het U.S. Bureau of Fisheries in 1920-21 aangetroffen op diverse plaatsen in Chesapeake Bay, van de monding van de Potomac noordwaarts tot de monding van de Patapsco River.